# إدموند جربر
إدموند جربر (بالألمانية: Edmund Gerber) مواليد 2 أغسطس 1988 في كازاخستان، هو ملاكم محترف ألماني يصنف ضمن فئة الوزن الثقيل.

## المسيرة الاحترافية
من نزالاته:
- خسر أمام ديريك تشيسورا بالضربة الفنية القاضية (2013).
- خسر أمام مايكل سبروت (2012).
- انتصر على مايكل سبروت بالضربة الفنية القاضية (2012).
- انتصر على بول بوتلين (2011).
- انتصر على كولن كينا بالضربة الفنية القاضية (2010).

## إحصائيات
خاض خلال مسيرته 30 نزالا، فاز في 28 ولم يتعادل وخسر في 2. فاز بالضربة القاضية في 18 نزالا.

## روابط خارجية
- إدموند جربر على موقع بوكس ريك (الإنجليزية) (registration required)